# Gare d'Aisemont
La gare d'Aisemont est une ancienne gare ferroviaire belge de la ligne 150, de Tamines à Anhée situé à Aisemont, section de la ville belge de Fosses-la-Ville située en Région wallonne dans la province de Namur.
Elle est fermée et démolie, le site de la gare est utilisé par la firme Carmeuse.

## Situation ferroviaire
La gare d'Aisemont était située au point kilométrique 5,60 de la ligne 150, de Tamines à Anhée entre les gares de Falisolle et Fosses-la-Ville.
Elle est actuellement située à la limite de la portion encore munie de voies de la ligne 150 : un butoir marque la fin de la ligne à la hauteur de l'ancien passage à niveau de la gare. La portion de voie de la ligne 150 qui passait devant la gare est désormais utilisée comme voie de garage et comme terminus pour permettre aux locomotives de se remettre en tête de train. Carmeuse possède un faisceau de quatre longues voies de garage à l'emplacement du second bâtiment de la gare.

## Histoire
L'arrêt dénommé Claminforge est mis en service par les Chemins de fer de l'État belge, soit, le 3 septembre 1879 lors de l'ouverture de la section de Tamines à Mettet, ou, nettement plus tardivement, le 1er août 1885. Il dispose d'un petit bâtiment qui est occupé par le garde-barrière.
La construction d'un véritable bâtiment de gare se fit sous l'impulsion de l'abbé Demat, curé d'Aisemont. Cette gare fut établie à l'emplacement de l'ancien gué de Claminforge, à égale distance d'Aisemont et Le Roux mais dans la vallée. Elle permettait aux habitants de se rendre aux carrières.
La nationalisation de la Compagnie du Nord-Belge en 1940 a entraîné la disparition du trafic de transit qui empruntait la portion nord de la ligne 150 au profit de la ligne 154 Namur - Dinant au profil beaucoup plus facile.
En août 1962, le trafic voyageurs est transféré sur la route. Les rails seront conservés à titre stratégique au-delà d'Aisemont avant d'être démontés au début des années 2000. Il existe toujours une desserte marchandises du site Carmeuse d'Aisemont et un RAVeL a été installé sur le reste de la ligne 150. Il démarre d'ailleurs de l'ancien passage à niveau de la gare[réf. nécessaire].

## Patrimoine ferroviaire
Aisemont a connu deux bâtiments de gare. Le premier est une petite halte de plan type 1888 qui, contrairement à la plupart des haltes de ce type, resta dans sa configuration d'origine : un corps central de deux travées sous toiture à croupes transversale, une aile servant de salle d'attente et une petite aile de service. En effet, ces haltes de premières générations s’avérèrent rapidement trop petites et la plupart ont été agrandies.
Au lieu d'agrandir ou de démolir ce petit bâtiment, un second fut érigé en face du premier qui devint vraisemblablement un bâtiment de service. Les cartes postales d'époque montrent toutes les deux gares face à face. Ce second bâtiment, construit vraisemblablement autour de 1900 est une halte de plan type 1893. Elle était construite en briques avec des bandeaux de brique de plusieurs couleurs et comportait des arcs de décharge décoratifs au-dessus des travées ainsi que des corniches ornées. L'aile basse, qui sert de salle d'attente et de magasin pour les colis, comportait six travées.
Après la fermeture de la ligne aux voyageurs, les deux bâtiments ont été démolis, tout comme la maison de garde-barrière, si la gare en comportait une. Le site de la seconde gare sert désormais de voies de garage pour les wagons de la carrière de chaux Carmeuse.